# Isoliquiritigenina
Isoliquiritigenina es un regaliz chalconoide, un tipo de fenol natural. Está bajo prueba en fase de experimentación para su uso contra el cáncer y el tratamiento como una ayuda para la adicción a la cocaína. Es un compuesto activador de sirtuina.

## Metabolismo
La enzima 6'-deoxychalcona sintasa utiliza malonil-CoA, 4-coumaroil-CoA, NADPH, y H+ para producir CoA, isoliquiritigenina, CO2, NADP+, y H2O..

## Mecanismo de acción
Isoliquiritigenina se ha encontrado que tiene una potencia (65 veces mayor afinidad que la diazepina ) GABA-A benzodiapina receptor modulador alostérico positivo.